# 1906 год в авиации
Список событий в авиации в 1906 году.

## События

### Без точных дат
- Первый полёт экспериментального самолёта Блерио III.

## Персоны

### Родились
- 2 января — Грушин, Пётр Дмитриевич, советский и российский учёный, авиаконструктор и конструктор в области ракетной техники, академик АН СССР (1966). Член ЦК КПСС (1966—1986).
- 7 февраля — Олег Константинович Антонов, советский авиаконструктор, доктор технических наук (1960), профессор (1978).
- 1 апреля — Яковлев, Александр Сергеевич — советский авиаконструктор, генерал-полковник авиации (1946).
- 14 мая — Сидор Васильевич Слюсарев, советский лётчик и военачальник, Герой Советского Союза.